# Dragon City
Dragon City, на български Градът на драконите, е известна игра във Facebook. Може да се изтегли на телефон или таблет от Google Play.
Тази игра е създадена от Social apps през 2011 – 2012 година. Играят я над 5 милиона души. Целта на играта е да се забавляваш, като се биеш с дракони, засяваш храна, с която храниш дракони, и много др.